# Les Grandes Familles
Les Grandes Familles is een Franse film van Denys de La Patellière die werd uitgebracht in 1958.
Het scenario is gebaseerd op de gelijknamige roman (1948) van Maurice Druon.
Dit drama was in 1958 een van de succesrijkste Franse films aan de Franse filmkassa's en was een van de belangrijkste naoorlogse successen van hoofdacteur Jean Gabin.

## Verhaal
Noël Schoudler is de patriarch van een heel rijke familie uit de hoge burgerij. Hij leidt zijn financieel-economisch imperium met ijzeren hand. Dat imperium behelst onder meer een bank, een krantenuitgeverij en een suikerfabriek. Schoudlers strak bestuur verklaart waarom François, zijn enige zoon en opvolger, amper de gelegenheid krijgt om zich waar te maken binnen die bedrijven. François vindt de paternalistische houding van zijn vader verstikkend en voorbijgestreefd. 
Hij maakt gebruik van een zakenreis van zijn vader om de sobere en ernstige krant op te leuken. Bij zijn terugkeer is Noël niet opgezet met de door zijn zoon doorgevoerde wijzigingen en hij besluit hem een lesje te leren. Hij vertrouwt hem de leiding toe over zijn niet zo schitterend renderende suiker busines. François mag die beheren zoals hij wenst. Hij gaat over tot modernisering en uitbreiding maar mist daarbij de nodige ervaring en vooral het nodige kapitaal. 
Wanneer zijn vader hem weigert bij te springen onder het voorwendsel dat François nu op eigen benen staat, wendt die zich tot Lucien Maublanc, neef en aartsrivaal van zijn vader, en een rijk maar verdorven man die door de familie wordt misprezen. Die ziet nu zijn kans schoon om zich te wreken op Noël.

## Rolverdeling
| Acteur               | Personage                                                   |
| -------------------- | ----------------------------------------------------------- |
| Jean Gabin           | Noël Schoudler, financier                                   |
| Jean Desailly        | François Schoudler, de zoon van Noël                        |
| Pierre Brasseur      | Lucien Maublanc, de neef van Noël en nietsnut               |
| Bernard Blier        | Simon Lachaume, de rechterhand van Noël                     |
| Françoise Christophe | Jacqueline Schoudler, de vrouw van François                 |
| Annie Ducaux         | Adèle Schoudler, de echtgenote van Noël                     |
| Louis Seigner        | Raoul Leroy                                                 |
| Jean Wall            | Pierre Leroy                                                |
| Julien Bertheau      | de vader van Lesguendieu                                    |
| Daniel Lecourtois    | Albéric Canet                                               |
| Jean Ozenne          | professor Émile Lartois                                     |
| Jean Murat           | generaal Robert de La Monnerie                              |
| Aimé Clariond        | Gérard, markies de La Monnerie en ambassadeur van Frankrijk |
| Jacques Monod        | Anatole Rousseau, minister van financiën                    |
| Emmanuelle Riva      | de secretaresse van Noël                                    |
| Nadine de Rothschild | Sylvaine Dual, de vriendin van Maublanc                     |